# خدنگ باریک آنگولایی
خدنگ باریک آنگولایی (نام علمی: Galerella flavescens) نام یک گونه از سرده باریک‌خدنگ است. این حیوان تنی باریک و کشیده دارد. جنس مذکر آن حدود ۱۵ درصد بزرگتر از جنس مونث است. این خدنگ دارای ۳۸ دندان می باشد.